# Trineu

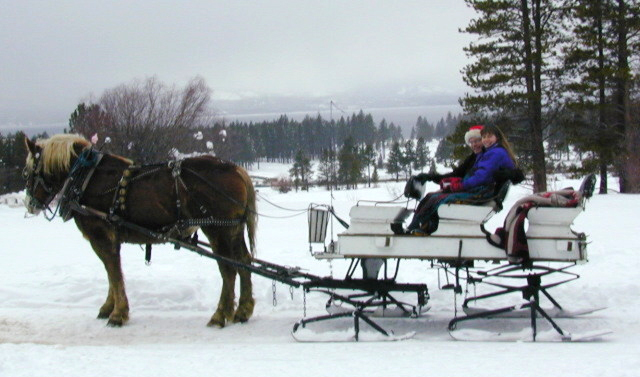
Un trineu arrossegat per un cavall

Un trineu és un vehicle sense rodes que es desplaça lliscant per la neu, el glaç o una altra superfície amb poca fricció, com pot ser l'herba no gaire seca. En algun cas, els còdols de riu o la sorra humitejada, poden ser una superfície apta per poder lliscar els trineus. Amb la gravetat com a única força de propulsió, un trineu també pot lliscar turó avall com a objecte de diversió, així el seu ús pot ser de transport o bé lúdic i esportiu; en aquest darrer cas rep noms diversos segons la disciplina esportiva, com el de bobsled, per exemple.

## Història

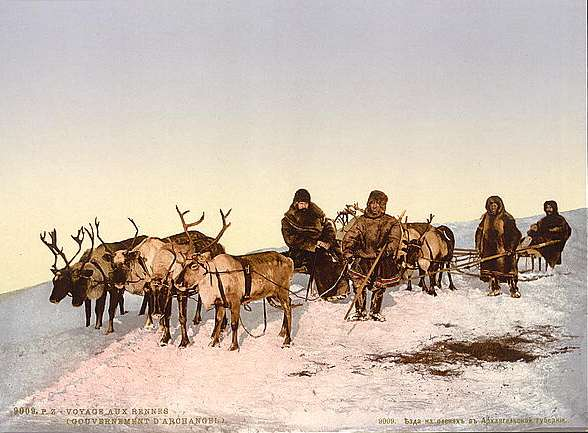
Trineu de rens de principis s.XX.

L'origen del trineu és molt antic i probablement derivaria del tobogan dels amerindis algonquins, que no coneixien la roda i es desplaçaven utilitzant aquest tipus de trineu. La tracció animal la feien majoritàriament els cavalls, rens i gossos (de races especials com el husky, malamut o samoiede). El trineu de Lapònia només porta un patí, però als altres llocs del món en porta dos. En la imatgeria nadalenca és tòpica la imatge del Pare Noel amb un trineu ple de regals tibat per rens voladors.

## Característiques

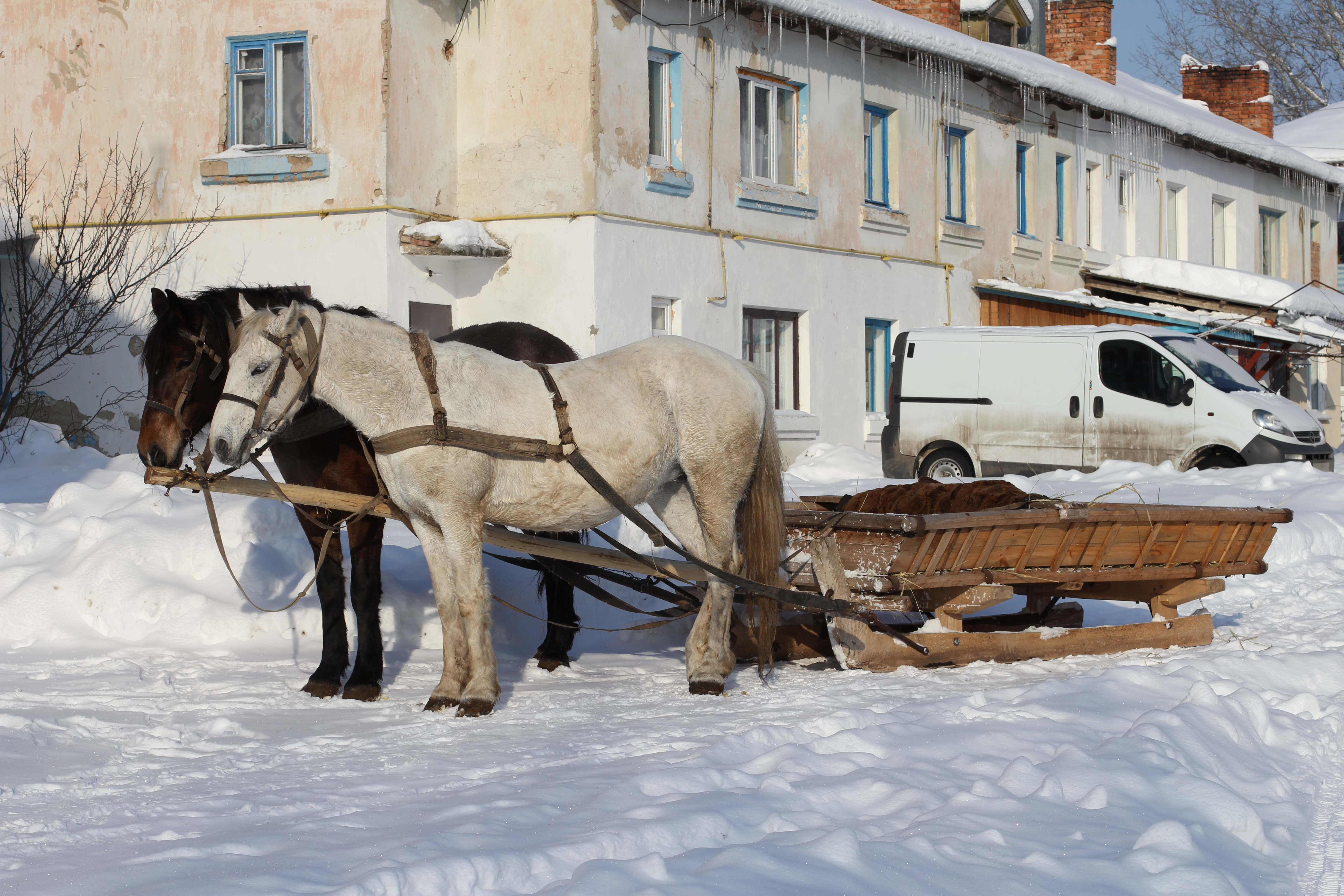
Trineu arrossegat per dos cavalls

Els trineus poden ser tirats per animals, generalment, cavalls, mules, bous o gossos. També poden ser empesos o tirats per persones com nens en els seus jocs o pares tirant dels seus fills. Els trineus tirats per humans van ser mitjans de transport habituals en les expedicions exploratòries britàniques a les regions àrtiques i antàrtiques al segle xix i començament del XX. Molts altres van utilitzar grups de gossos com, per exemple, Roald Amundsen. Avui dia alguns viatgers fan ús de cometes per remolcar trineus en aquestes latituds.
- La paraula trineu procedeix del francès «Traineau» (segle xii) formada a partir del verb «Trainer» que significa «arrossegar».
- Una troica és un trineu tirat per tres cavalls .
- El trineu fictici de Santa Claus és tirat per rens voladors . Incorpora petits esquís potser per aterrar i enlairar-se.
- El trineu d'asfalt és un trineu en què les fulles es substitueixen per rodes per baixar pendents asfaltades.

## Trineus en l'Antic Egipte

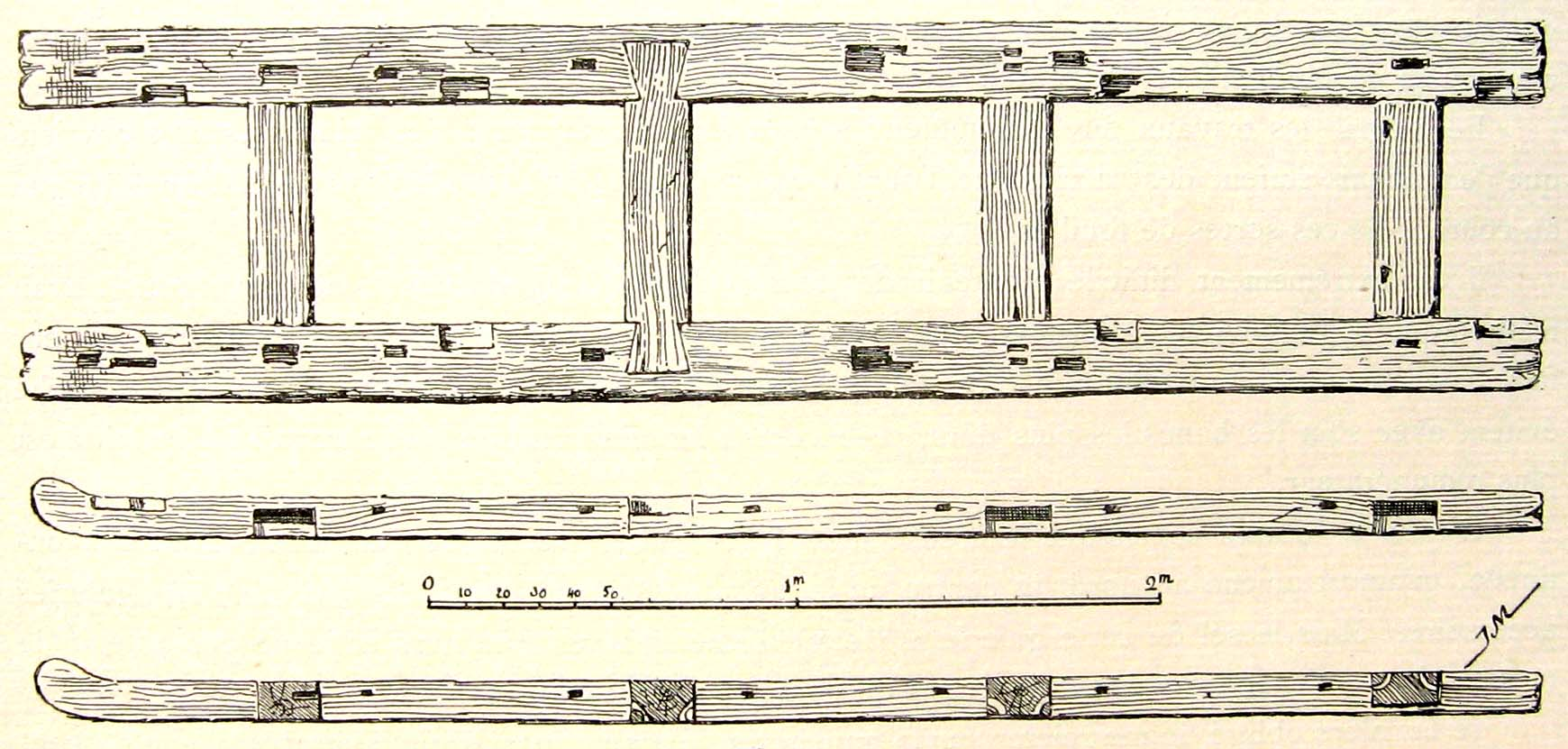
Trineu de Sesostris III.

Al Antic Egipte es van utilitzar trineus de fusta per transportar diversos materials sobre les càlides sorres dels deserts circumdants, desplaçant, algunes vegades, pesats i voluminosos objectes, com ara estàtues colossals. Per facilitar el seu desplaçament, era humitejada la sorra abans del seu pas.
Perduren alguns exemplars descoberts en tombes; també en baixos relleus i pintures de les seves edificacions es mostren trineus arrossegats per diversos grups de treballadors egipcis.

## Descens en trineu

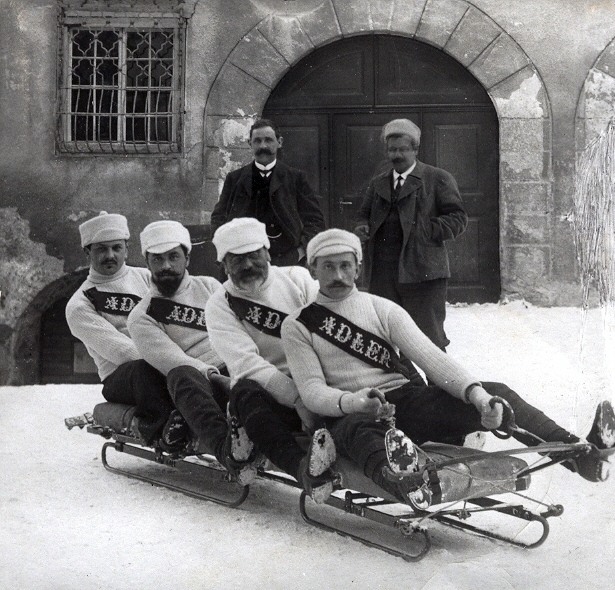
Trineo esportiu,principis s.XX.

El descens en trineu és un esport olímpic amb tres variants:
- Bobsleigh - cap per amunt, peus per davant, amb frens i timó
- Luge - cap per amunt, peus per davant, sense frens ni timó
- Skeleton - cap per avall, cap per davant, sense frens ni timó